# Xã Liberty, Quận Callaway, Missouri
Xã Liberty (tiếng Anh: Liberty Township) là một xã thuộc quận Callaway, tiểu bang Missouri, Hoa Kỳ. Năm 2010, dân số của xã này là 840 người.